# Alexander van Papenhoven
Alexander van Papenhoven (* 14. Juli 1668 in Antwerpen; † 15. Februar 1759 ebenda) war ein flämischer Bildhauer.

## Leben
Alexander van Papenhoven, ein Sohn des Antwerpener Bildhauers und Puppenmachers Cornelis van Papenhoven, war ein Schüler der Bildhauerfamilie Quellinus, erst von Artus Quellinus II., dann von Thomas Quellinus. Papenhoven soll zwölf Jahre lang bei Thomas Quellinus in dessen Kopenhagener Werkstatt gearbeitet haben. Er assistierte Quellinus bei der Anfertigung des monumentalen Hochaltars der Marienkirche in Lübeck (meist nach dessen Stifter Thomas Fredenhagen Fredenhagenaltar genannt) und hat dabei vermutlich die Ausführung der Hauptgruppe übernommen.
1698 wurde er als wijnmeester (Sohn eines Meisters) in die Antwerpener Lukasgilde aufgenommen. 1715/16 war er ihr Dekan. Papenhoven war einer der Initiatoren der Neuorganisation der Koninklijke Academie voor Schone Kunsten van Antwerpen 1741 und wurde Mitdirektor der Akademie (heute Artesis Hogeschool Antwerpen).

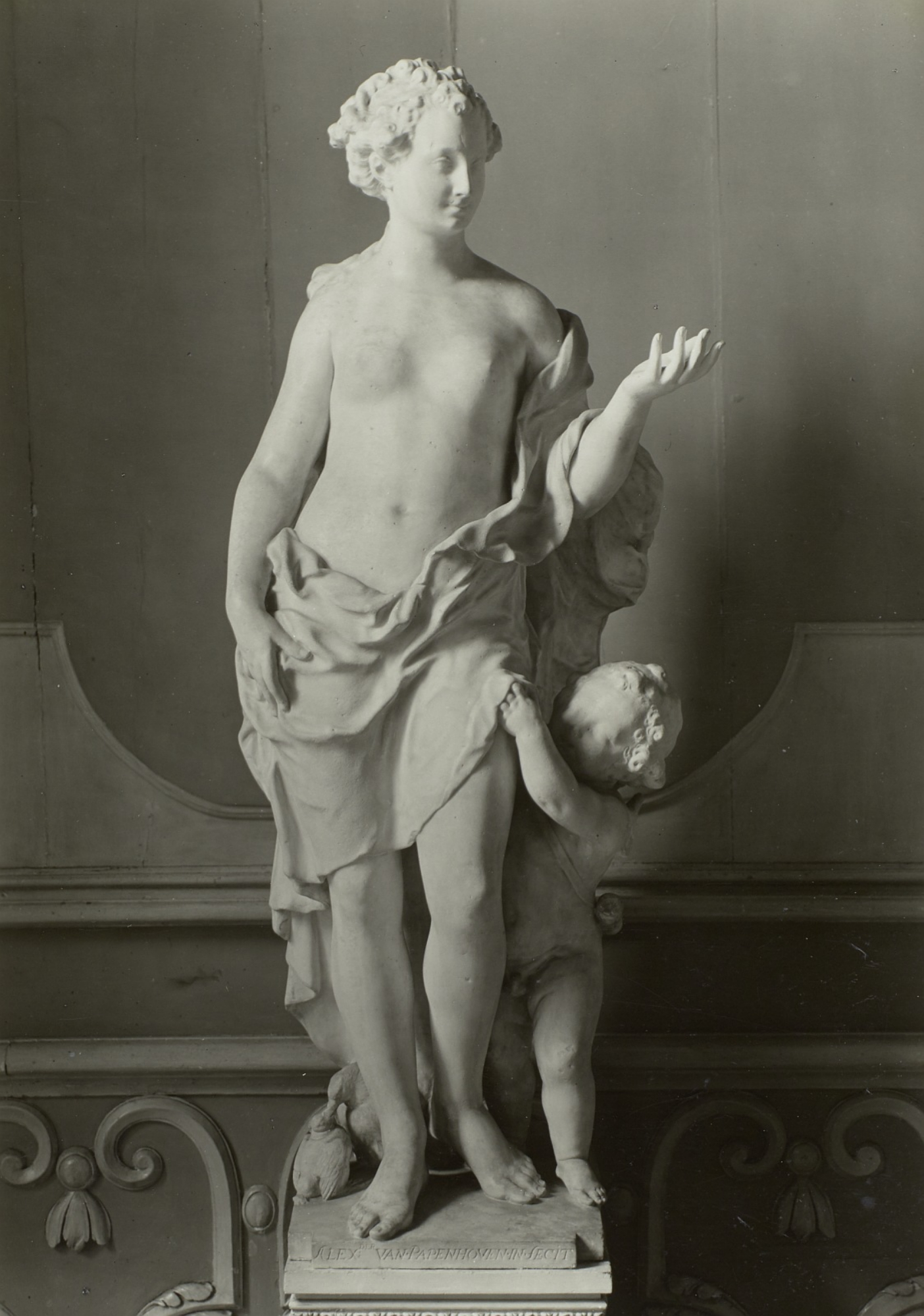
Venus und Amor

Papenhoven arbeitete in Marmor, Holz und Stuck. Von ihm sind zahlreiche Ausstattungsstücke in Kirchen erhalten. Für Wilhelm III. schuf Papenhoven um 1700 eine Marmorgruppe Venus und Amor. Die Skulptur kam als Teil des
Oranischen Erbes an das preußische Königshaus. Die Venus von Papenhoven stand lange im Garten von Sanssouci. Hier sah sie Ewald Christian von Kleist und widmete ihr zwei Gedichte Über die Statüe der Venus an die sich Amor schmiegt – von dem von Papenhoven, in Sanssouci:
Bezaubernd Bild, des Meissels Meisterstück!

Ach schlüge deine Brust! Ach wär dein Auge helle!

Ein jeder, der dich sieht, wünscht dir Elisens Glück,

Und sich an Amors Stelle.
Sieh Papenhovens Meisterstück die schöne Venus ins Gesicht!

Sieh an den Mund des Marmorbildes! Man sieht die Stimm und hört sie nicht.

## Werke

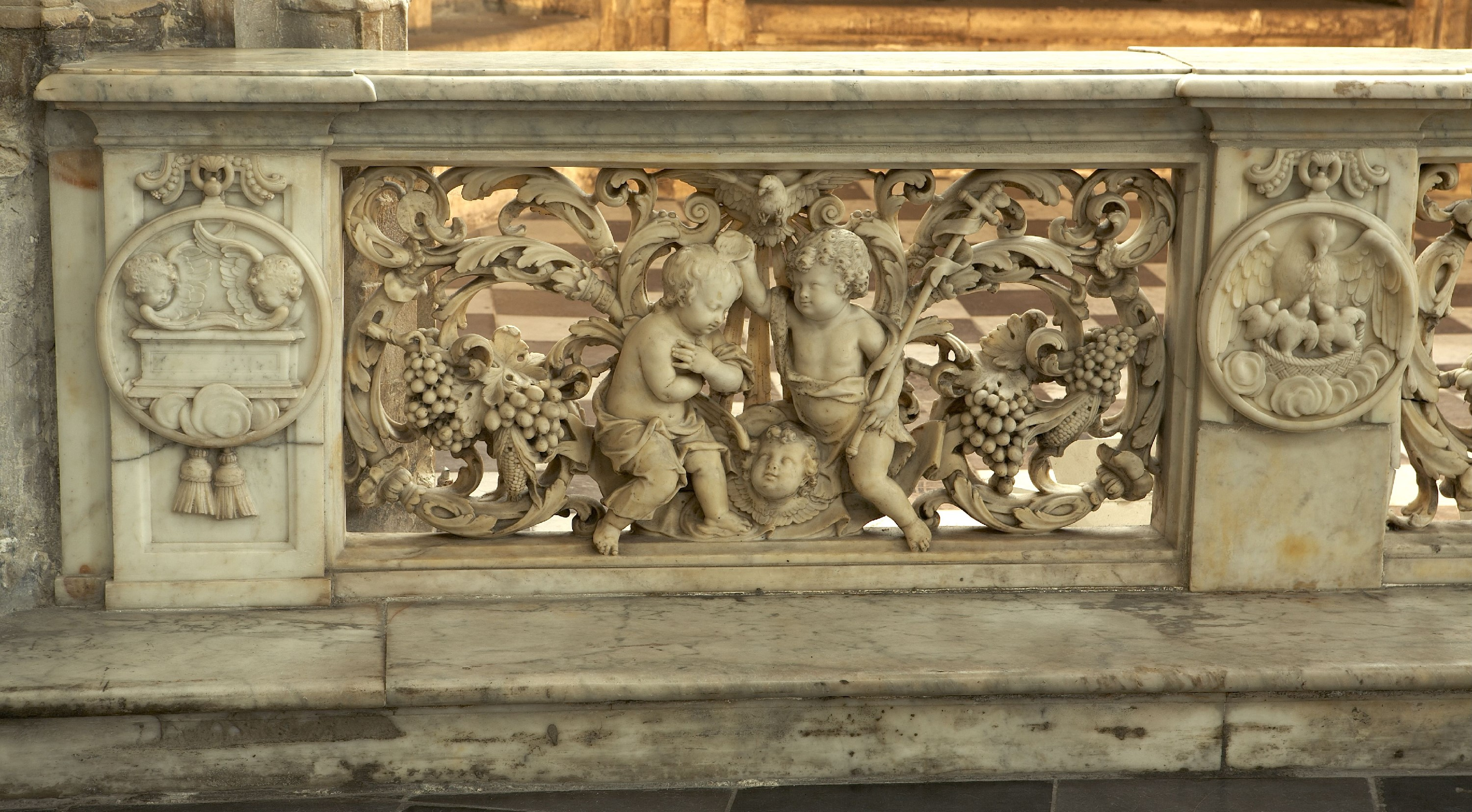
Kommunionbank in St. Pieter, Löwen

- Altar nach einem Entwurf von H. Verbruggen der Beschneidungskapelle (1721), Liebfrauenkathedrale (Antwerpen)
- Gestühl der Marienkapelle und Kanzel (1742) in der Liebfrauenkathedrale (Antwerpen)
- Basreliefs der Ignatiuskapelle, gemeinsam mit L. Hamers, und Kommunionbank in St. Karl Borromäus (Antwerpen)
- Statuen am Kalvarienberg an der Dominikanerkirche St. Paul in Antwerpen; Terrakottamodell für die Statue des Jordan von Sachsen im Museum Brüssel
- Kommunionbank (Marmor) von 1709 in der Sakramentskapelle von Sint Pieter (Löwen)
- Kanzel der Kirche zu Wuustwezel
- Marmorgruppe Venus und Amor, früher im Garten von Sanssouci, heute im Neuen Palais (SPSG, Skulpturensammlung, Nr. 215)[6]